# وی‌جی بانی
وی‌جی بانی (انگلیسی: Gurbani Judge؛ زادهٔ ۲۹ نوامبر ۱۹۸۷) مدل (شخص)، و هنرپیشه اهل هند است. وی از سال ۲۰۰۶ میلادی تاکنون مشغول فعالیت بوده‌است.
از فیلم‌هایی که او در آن بازی کرده‌است می‌توان از شادی شما، قدرت (۲۰۲۲) نام برد.